# JunD
El factor de transcripción JunD es una proteína que es codificada, en humanos, por el gen junD. Este gen no posee intrones. La proteína que codifica pertenece a la familia JUN y es un componente funcional del complejo formado por el factor de transcripción AP-1. Se ha propuesto que la proteína JunD actuaría protegiendo a las células de la senescencia dependiente de p53 y de la apoptosis. También se han descrito diferentes isoformas de JunD, que se producen al alternar el sitio de inicio de la traducción.

## Interacciones
La proteína JunD ha demostrado ser capaz de interaccionar con: 
- ATF3[7]
- MEN1[8]
- DDIT3[9]
- BRCA1[10]